# 1830'erne
Århundreder: 18. århundrede – 19. århundrede – 20. århundrede
Årtier: 1780'erne 1790'erne 1800'erne 1810'erne 1820'erne – 1830'erne – 1840'erne 1850'erne 1860'erne 1870'erne 1880'erne
År: 1830 1831 1832 1833 1834 1835 1836 1837 1838 1839
Begivenheder
- En større udgravning af kul ved vestkysten af Bornholm kommer til at danne grundlag for Hasles havn.
- Den elektriske telegraf opfindes i flere uafhængige udgaver.
- De fem civiliserede indianerstammer, som omfattede blandt andet cherokee, creek og seminole, flyttes fra deres hjemegne baseret på Indian Removal Act.
- Charles Darwin sejler Jorden rundt med HMS Beagle og gør her de iagttagelser, der inspirerer ham til sit epokegørende værk "Arternes oprindelse".

Personer